# 克魯格利 (科韋利區)
51°15′41″N 24°30′55″E / 51.26139°N 24.51528°E
克魯格利（烏克蘭語：Кругель），是烏克蘭的村落，位於該國西部沃倫州，由科韋利區負責管轄，始建於1595年，海拔高度187米，2001年人口240，該村落居民使用烏克蘭語。